# Zeph Stewart
Zeph Stewart (* 1. Januar 1921 in Jackson, Michigan; † 1. Dezember 2007 in Watertown, Massachusetts) war ein US-amerikanischer Klassischer Philologe.
Stewart studierte von 1939 bis 1942 Klassische Philologie an der Yale University und erhielt bei seinem Masterabschluss die Bestnote. Nach dem Eintritt der USA in den Zweiten Weltkrieg meldete er sich im Januar 1943 freiwillig. Zusammen mit dem Japanologen Edwin O. Reischauer war er im Pentagon damit beschäftigt, japanische Funkcodes zu knacken. Später diente er in London und Paris, wo er vom Private zum Captain aufstieg.
Nach seiner Entlassung (1947) ging Stewart als Junior Fellow an die Harvard University. Von 1951 bis 1953 unterbrach er seine Universitätslaufbahn erneut und nahm als Verbindungsoffizier am Koreakrieg teil. 1953 wurde er in Harvard zum Assistant Professor ernannt. Er blieb der Universität bis an sein Lebensende verbunden und nahm verschiedene Aufgaben war: Von 1963 bis 1975 leitete er das Lowell House, 1977 bis 1982 das Institut für Klassische Philologie; von 1979 bis 1982 war er Vizepräsident der American Academy of Arts and Sciences, der er seit 1968 als Mitglied angehörte. Im Jahr 1983/84 war er Präsident der American Philological Association. Von 1985 bis 1992 war er Direktor des Center for Hellenic Studies.
Zu Stewarts Forschungsschwerpunkten zählten die griechische Philosophie und Religion, die lateinischen Dichter (Plautus, Vergil, Horaz) und lateinische Paläographie. Er veröffentlichte jedoch sehr wenige eigene Studien und war eher als Herausgeber bekannt. Er brachte die gesammelten Schriften seines älteren Kollegen Arthur Darby Nock 1972 in einer zweibändigen Ausgabe heraus. Von 1973 bis 2004 war Stewart außerdem Executive Trustee der Loeb Classical Library (LCL) und machte sich um ihre wissenschaftliche Neuausrichtung verdient.

## Schriften (Auswahl)
Artikel
- The Amphitruo of Plautus and Euripides’ Bacchae. In: Transactions and Proceedings of the American Philological Association 89, 1958, S. 348–373, (online).
- Democritus and the Cynics. In: Harvard Studies in Classical Philology 63, 1958, S. 179–191, (online).
- Greek Crowns and Christian Martyrs. In: Enzo Lucchesi, Henri-Dominique Saffrey (Hrsg.): Mémorial André-Jean Festugière. Antiquité païenne et chrétienne. Genf, Cramer 1984 (Cahiers d’orientalisme 10), S. 119–124.

Herausgeberschaft
- The Ancient World. Justice, Heroism, and Responsibility. Cliffe 1966
- Arthur Darby Nock: Essays on Religion and the Ancient World. Zwei Bände, Oxford 1972. Nachdruck 1986